# Mešta
Mešta war eine Stadt im Süden oder Westen des Urmiasees.
Sie ist unter anderem von der Stele von Karagündüz bekannt, die im Auftrag der urartäischen Könige Menua und Išpuini errichtet wurde. Sie wurde von diesen Herrschern erobert. Die Inschrift von Taštepe vermeldet außer der Eroberung von Mešta die Errichtung einer Festung (È.GAL) auf dem Gebiet von Mešta. Man kann daraus schließen, dass Mešta in der Ebene von Solduz, zwischen Mahabad und Miyandoab lag.

## Lage
Miroslav Salvini will Mešta mit Hasanlu gleichsetzen.